# Паркинсон, Сирил Норткот
Си́рил Но́рткот Па́ркинсон (англ. Cyril Northcote Parkinson, англ. C. Northcote Parkinson; 30 июля 1909 года, Барнард Кастл, графство Дарем, Англия — 9 марта 1993 года, Кентербери, Англия) — британский военный историк, писатель, драматург, журналист, автор сатирических работ по проблемам бизнеса, менеджмента и политологии. Мировую известность получил как автор законов Паркинсона.

## Биография
Сирил Норткот Паркинсон родился 30 июля 1909 года в городе Барнард Кастл в графстве Дарем в семье учителей (отца-художника и матери-музыканта), став их вторым ребёнком.
Детские годы мальчик провёл в Школе св. Петра в Йоркшире. Планировал стать художником или школьным учителем.
Изучал историю в колледже Эммануэль в Кембридже, где получил степень магистра гуманитарных наук (магистра администрирования[уточнить]) в 1932 году. Интерес юноши к истории был поддержан директором колледжа Эдвардом Уэлбурном.
Под руководством А. Ньютона в лондонском Королевском колледже подготовил и защитил докторскую диссертацию на тему «Торговля в Восточных морях в 1803—1910 гг.» (англ. Trade in Eastern Seas, 1803-1910) получив степень доктора философии в 1935 году. В своей работе учёный связал ведение торговли с возникновением конфликтов. Во время подготовки диссертации, сотрудничая с сэром Джеффри Калландером, помогал ему в создании Национального морского музея в Лондоне.
Летом 1934 года Паркинсон совершает путешествие на велосипеде от Йорка до Пензанса и обратно.
В 1936 году путешествует по Европе. В этом же году принимал участие в траурной процессии, предшествовавшей погребению английского короля Георга V в качестве лейтенанта 22-го Лондонского полка.
В 1938 году Сирил Паркинсон поступил на должность старшего преподавателя истории в школе Бланделла в Тивертоне.
С 1939 по 1940 годы занимал должность преподавателя[уточнить] военно-морской истории в Британском королевском военно-морском колледже в Дартмуте.
В 1940 году был призван на военную службу в чине капитана, где занимался обучением пополнения ВВС.
В 1943 году, получив звание майора, был переведён в Военное министерство.
В 1943 году вступает в брак с Этельвин Эдит Грейс (англ. Ethelwyn Edith Graves); позднее их брак распался.
Продолжал службу до конца Второй мировой войны и демобилизовался в 1945 году.
В 1946 году Сирил Паркинсон становится преподавателем Ливерпульского университета с целью создать исторический центр с богатым собранием, посвящённым морским и торговым традициям Англии. В послевоенные годы эту цель не удалось осуществить. Лишь только в 1980 году ему удалось увидеть воплощение своей мечты в виде Морского музея в Мерсисайде.
В 1950 году отправляется в Сингапур, где восемь лет работает профессором истории в Малайском университете. Во время пребывания в Сингапуре пишет свою книгу «Законы Паркинсона» (англ. Parkinson's Law), благодаря которой получает приглашения от различных учебных заведений.
В 1952 году женится на Элизабет Энн Фрай (англ. Elizabeth Ann Fry).
В 1958 году переезжает в США и работает сначала в Гарвардском университете, а в 1959—1960 годах — в Иллинойсском и Калифорнийском университетах.
В 1960 году Сирил Паркинсон выходит на пенсию и поселяется на одном из Нормандских островов, где посвящает своё свободное время живописи, парусному спорту и литературе. В этот период он продолжает заниматься научной работой в области истории и проявляет себя как журналист (пишет статьи для семи газет), драматург (публикует две пьесы), писатель (публикует сборники художественных произведений), публикует работы по проблемам бизнеса и менеджмента.
В 1970 году публикует имевшую шумный успех историческую мистификацию под названием «Время и жизнь Горацио Хорнблоуэра» (англ. The Life and Times of Horatio Hornblower), где дал настолько точное описание жизни вымышленного С. С. Форестером адмирала королевского флота Горацио Хорнблоуэра, якобы служившего в эпоху Горацио Нельсона, что поставил в тупик опытных архивариусов из Национального морского музея.
В 1977 году выпускает четыре книги и один роман.
С 1978 по 1983 годы публикует четырнадцать книг (в том числе семь романов).
В 1983 году умирает вторая жена Сирила Паркинсона и его деловая активность резко снижается.
В 1985 году вступает в третий брак с Айрис (Ингрид) Хильде Уотерс (англ. Iris Hilda Waters) и переезжает на остров Мэн, где пишет свой последний роман «Военные приключения на острове Мэн» (англ. Manhunt: Wartime Adventure on the Isle of Man; 1990).
В 1989 году Сирил Паркинсон переезжает в Кентербери, где работает над автобиографией, озаглавленной англ. A Law unto Myself, которая должна была стать продолжением книги англ. A Law unto Themselves (1966), — исследованием биографий людей, которые оказали наибольшее влияние на его жизнь. Автобиография так и не была закончена и опубликована.
Сирил Паркинсон скончался 9 марта 1993 г. в Кентербери, Англия.

## Законы Паркинсона
В 1955 году Сирил Паркинсон опубликовал в британском журнале The Economist сатирическую статью, в которой сформулировал эмпирический закон: «Работа заполняет время, отпущенное на неё». В 1956 году статью перепечатал американский журнал Fortune. Тема оказалась востребованной и привела к появлению ряда статей схожей тематики и стиля. Позднее они были изданы в книге «Закон Паркинсона» (англ. Parkinson’s Law: The Pursuit of Progress; Лондон, John Murray) в 1958 году.
Впоследствии Сирил Паркинсон многократно обращается к этой теме, публикуя книги «Закон и прибыли» (англ. Parkinson's Law — The Law and the Profits; 1960 год), «Свояки и чужаки» (англ. In-laws and Outlaws; 1962 год), «Закон миссис Паркинсон» (англ. Mrs Parkinson's Law; 1969 год), «Закон отсрочки» (англ. The Law of Delay, or Playing for Time; 1970 год), «Мышеловка на меху» (англ. The Law, or Still in Pursuit; 1979 год) и англ. The Law Complete (1983 год).

## Научные достижения
Сирил Паркинсон являлся членом Королевского исторического общества и французской Морской академии, Института военно-морского флота США и Архивной комиссии при правительстве Индии.
Научные достижения Сирила Паркинсона были отмечены присуждением звания почётного доктора права Мэрилендского университета в 1974 году и почётного доктора филологии Троянского университета штата в 1976 году.